# Skoriatino (obwód wołogodzki)
Skoriatino (ros. Скорятино) – wieś w Rosji, w rejonie wielikoustidzkim obwodu wołogodzkiego. W 2010 r. liczyła 5 mieszkańców.